# NBA Natjecanje u tricama
NBA natjecanje u tricama (izvorni naziv Three-Point Shootout, poslije preimenovano u Foot Locker Three-Point Shootout)  subotnji je događaj NBA All-Star vikenda kojeg održava National Basketball Association prije NBA All-Star utakmice. Tijekom natjecanja cilj je postići što više poena u roku od jedne minute. Igrači počinju iz kuta, a zatim se kreću od jedne do druge pozicije sve dok ne dođu do drugog kuta. Na svakoj šuterskoj stanici ima pet lopti. Od tih pet lopti, četiri vrijede po jedan poen, a zadnja šarena lopta (eng. money ball) vrijedi dva poena. Najveći mogući zbroj bodova u jednom krugu je 30. Počinje s kvalifikacijskim krugom, a trojica najboljih odlazi u finale. Svaki upućeni šut na koš popraćen je od strane sudaca i televizijske snimke. U slučaju jednakog broja poena, održava se još jedan krug takozvani tiebraker gdje se odlučuje pobjednik. Prvo mjesto osvaja 35 000 $, drugo mjesto 22 500 $, a treće 15 000 $. Od četvrtog do šestog mjesta svaki igrač osvaja 4 500 $. Od 1986. do 2002. najveći mogući broj natjecatelja bio je osam, ali su pravila promijenjena i sad mogu sudjelovati samo šestorica. 1999. natjecanje nije održano zbog štrajka. 
Ovo natjecanje po tri puta zaredom osvajali su Larry Bird i Craig Hodges dok su Mark Price, Predrag Stojaković, Jeff Hornacek i Jason Kapono osvajali ovo natjecanje dva puta zaredom. Jason Kapono i Craig Hodges su izjednačeni na prvom mjestu po broju postignutih poena s 25 dok Hodges drži neoboriv rekord od 19 postignutih poena zaredom. Legenda Bullsa Michael Jordan drži neslavan rekord po najmanjem broju postignutih poena sa svojih 5 poena tijekom All-Star vikenda 1990.
Trenutačni pobjednik je Marco Belinelli s 24 postignutih poena.

## Pobjednici
|            | Igrači koji su još uvijek aktivni |
|            | Izabrani u Kuću slavnih           |
| Igrač (#)  | Broj osvojenih titula             |
| Momčad (#) | Broj osvojenih titula po klubu    |

| Sezona       | Igrač                     | Momčad                  | Konačni rezultat |
| ------------ | ------------------------- | ----------------------- | ---------------- |
| 1985./86.    | Larry Bird                | Boston Celtics          | 22               |
| 1986./87.    | Larry Bird (2)            | Boston Celtics (2)      | 16               |
| 1987./88.    | Larry Bird (3)            | Boston Celtics (3)      | 17               |
| 1988./98.    | Dale Ellis                | Seattle SuperSonics     | 19               |
| 1989./90.    | Craig Hodges              | Chicago Bulls           | 19               |
| 1990./91.    | Craig Hodges (2)          | Chicago Bulls (2)       | 17               |
| 1991./92.    | Craig Hodges (3)          | Chicago Bulls (3)       | 16               |
| 1992./93.    | Mark Price                | Cleveland Cavaliers     | 18               |
| 1993./94.    | Mark Price (2)            | Cleveland Cavaliers (2) | 24               |
| 1994./95.    | Glen Rice                 | Miami Heat              | 17               |
| 1995./96.    | Tim Legler                | Washington Bullets      | 20               |
| 1996./97.    | Steve Kerr                | Chicago Bulls (4)       | 22               |
| 1997./98.    | Jeff Hornacek             | Utah Jazz               | 16               |
| 1998./99.[a] | —                         | —                       | —                |
| 1999./00.    | Jeff Hornacek (2)         | Utah Jazz (2)           | 13               |
| 2000./01.    | Ray Allen                 | Milwaukee Bucks         | 19               |
| 2001./02.    | Predrag Stojaković[b]     | Sacramento Kings        | 9[b]             |
| 2002./03.    | Predrag Stojaković (2)[b] | Sacramento Kings (2)    | 22[b]            |
| 2003./04.    | Voshon Lenard             | Denver Nuggets          | 18               |
| 2004./05.    | Quentin Richardson        | Phoenix Suns            | 19               |
| 2005./06.    | Dirk Nowitzki             | Dallas Mavericks        | 18               |
| 2006./07.    | Jason Kapono              | Miami Heat (2)          | 24               |
| 2007./08.    | Jason Kapono (2)          | Toronto Raptors         | 25               |
| 2008./09.    | Daequan Cook[b]           | Miami Heat (3)          | 19[b]            |
| 2009./10.    | Paul Pierce               | Boston Celtics (4)      | 20               |
| 2010./11.    | James Jones               | Miami Heat (4)          | 20               |
| 2011./12.    | Kevin Love                | Minnesota Timberwolves  | 17               |
| 2012./13.    | Kyrie Irving              | Cleveland Cavaliers (3) | 23               |
| 2013./14.    | Marco Belinelli           | San Antonio Spurs       | 24               |

## Ostali sudionici
| Igrač (boldirano) | Pobjednici        |
| Igrač (#)         | Broj sudjelovanja |

| Sezona       | Igrači |
| ------------ | --- |
| 1985./86.    | Larry Bird, Dale Ellis, Sleepy Floyd, Craig Hodges, Norm Nixon, Kyle Macy, Trent Tucker, Leon Wood                                               |
| 1986./87.    | Danny Ainge, Larry Bird (2), Michael Cooper, Dale Ellis (2), Craig Hodges (2), Detlef Schrempf, Byron Scott, Kiki Vandeweghe                     |
| 1987./88.    | Danny Ainge (2), Larry Bird (3), Dale Ellis (3), Craig Hodges (3), Mark Price, Detlef Schrempf (2), Byron Scott (2), Trent Tucker (2)            |
| 1988./89.    | Michael Adams, Danny Ainge (3), Dale Ellis (4), Derek Harper, Gerald Henderson, Craig Hodges (4), Rimas Kurtinaitis, Reggie Miller, Jon Sundvold |
| 1989./90.    | Larry Bird (4), Craig Ehlo, Bobby Hansen, Craig Hodges (5), Michael Jordan, Reggie Miller (2), Mark Price (2), Jon Sundvold (2)                  |
| 1990./91.    | Danny Ainge (4), Clyde Drexler, Tim Hardaway, Hersey Hawkins, Craig Hodges (6), Terry Porter, Glen Rice, Dennis Scott                            |
| 1991./92.    | Dell Curry, Craig Ehlo (2), Craig Hodges (7), Jeff Hornacek, Jim Les, Dražen Petrović, Mitch Richmond, John Stockton                             |
| 1992./93.    | B. J. Armstrong, Dana Barros, Craig Hodges (8), Dan Majerle, Reggie Miller (3), Terry Porter (2), Mark Price (3), Kenny Smith                    |
| 1993./94.    | B. J. Armstrong (2), Dana Barros (2), Dell Curry, Dale Ellis (5), Steve Kerr, Eric Murdock, Mark Price (4), Mitch Richmond (2)                   |
| 1994./95.    | Nick Anderson, Dana Barros (3), Scott Burrell, Steve Kerr (2), Dan Majerle (2), Reggie Miller (4), Chuck Person, Glen Rice (2)                   |
| 1995./96.    | Dana Barros (4), Hubert Davis, Steve Kerr (3), Tim Legler, George McCloud, Glen Rice (3), Dennis Scott (2), Clifford R. Robinson                 |
| 1996./97.    | Dale Ellis (6), Steve Kerr (4), Tim Legler (2), Terry Mills, Sam Perkins, Glen Rice (4), John Stockton (2), Walt Williams                        |
| 1997./98.    | Hubert Davis (2), Dale Ellis (7), Jeff Hornacek, Sam Mack, Reggie Miller (5), Tracy Murray, Glen Rice (5), Charlie Ward                          |
| 1998./99.[a] | — |
| 1999./00.    | Ray Allen, Mike Bibby, Hubert Davis (3), Jeff Hornacek (2), Allen Iverson, Dirk Nowitzki, Terry Porter (3), Bob Sura                             |
| 2000./01.    | Ray Allen (2), Pat Garrity, Allan Houston, Rashard Lewis, Dirk Nowitzki (2), Steve Nash, Bryon Russell, Predrag Stojaković                       |
| 2001./02.    | Ray Allen (3), Wesley Person, Mike Miller, Steve Nash (2), Paul Pierce, Quentin Richardson, Steve Smith, Predrag Stojaković (2)                  |
| 2002./03.    | Brent Barry, Pat Garrity (2), Wesley Person (2), Predrag Stojaković (3), Antoine Walker, David Wesley                                            |
| 2003./04.    | Chauncey Billups, Kyle Korver, Voshon Lenard, Rashard Lewis (2), Cuttino Mobley, Predrag Stojaković (4)                                          |
| 2004./05.    | Ray Allen (4), Joe Johnson, Voshon Lenard (2), Kyle Korver (2), Vladimir Radmanović, Quentin Richardson (2)                                      |
| 2005./06.    | Gilbert Arenas, Ray Allen (5), Chauncey Billups (2), Dirk Nowitzki (3), Quentin Richardson (3), Jason Terry                                      |
| 2006./07.    | Gilbert Arenas (2), Damon Jones, Jason Kapono, Mike Miller (2), Dirk Nowitzki (4), Jason Terry (2)                                               |
| 2007./08.    | Daniel Gibson, Richard Hamilton, Jason Kapono (2), Steve Nash (3), Dirk Nowitzki (5), Predrag Stojaković (5)                                     |
| 2008./09.    | Mike Bibby (2), Daequan Cook, Danny Granger, Jason Kapono (3), Rashard Lewis (3), Roger Mason                                                    |
| 2009./10.    | Chauncey Billups (3), Daequan Cook (2), Stephen Curry, Channing Frye, Danilo Gallinari, Paul Pierce (2)                                          |

## Rekordi
| Igrač        | Poeni    | Sezona    |
| ------------ | -------- | --------- |
| Jason Kapono | 25 poena | 2007./08. |
| Craig Hodges | 25 poena | 1985./86. |
| Craig Hodges | 24 poena | 1990./91. |
| Mark Price   | 24 poena | 1993./94. |
| Hubert Davis | 24 poena | 1997./98. |
| Jason Kapono | 24 poena | 2006./07. |

| Igrač        | Poeni    | Sezona    |
| ------------ | -------- | --------- |
| Jason Kapono | 25 poena | 2007./08. |
| Mark Price   | 24 poena | 1993./94. |
| Jason Kapono | 24 poena | 2006./07. |
| Larry Bird   | 22 poena | 1985./86. |
| Steve Kerr   | 22 poena | 1996./97. |
| Tim Legler   | 20 poena | 1995./96. |

| Igrač              | Poeni    | Sezona    |
| ------------------ | -------- | --------- |
| Craig Hodges       | 19 poena | 1990./91. |
| Larry Bird         | 11 poena | 1985./86. |
| Hubert Davis       | 11 poena | 1995./96. |
| Jason Kapono       | 10 poena | 2007./08. |
| Dennis Scott       | 9 poena  | 1990./91. |
| Mark Price         | 9 poena  | 1993./94. |
| Steve Kerr         | 9 poena  | 1996./97. |
| Quentin Richardson | 9 poena  | 2004./05. |

## Napomena
- a  NBA All-Star vikend 1999. nije održan zbog štrajka
- b  Finalni zbroj bodova iz produžetka

## Vanjske poveznice
- Three Point Shootout 2010.
- Three Point Shootout 2009.
- Three Point Shootout 2008.
- Three Point Shootout 2007.
- Three Point Shootout 2006.
- Three Point Shootout 2005.
- Three Point Shootout 2004.